# Gran Premio de Punta del Este
El Gran Premio de Punta del Este es una carrera de automovilismo de velocidad a disputarse en un circuito urbano de carreras de la ciudad-balneario de Punta del Este, Maldonado (Uruguay), recibiendo a competiciones de rango nacional, sudamericano e internacional. En la actualidad se disputa en el circuito callejero de Playa Brava, siendo una fecha puntuable para el campeonato de la Fórmula E desde 2014.
La realización del Punta del Este ePrix en 2014 fue la primera experiencia de una competición oficial de la FIA en suelo uruguayo. Para la Fórmula E en 2014, el circuito tiene un trazado de 2,808 km y 20 curvas sobre el asfalto de la rambla puntaesteña.

## Historia
Durante la década de 1980, categorías argentinas como la Fórmula 2 disputaron competencias en circuitos callejeros armados sobre la península. En febrero de 1999, el Superturismo Sudamericano y varios de los Campeonatos Nacionales de Automovilismo en Pista de la Asociación Uruguaya de Volantes disputaron una carrera no puntuable en un circuito de 2.500 metros dentro del Aeropuerto Internacional El Jagüel. En enero de 2000, el mismo circuito albergó una competencia no puntuable del Gran Turismo Americano. Un año más tarde, la Fundación Gonzalo Rodríguez organizó el Master Kart Copa Gonzalo Rodríguez, una carrera de karting en un circuito dentro del puerto del balneario.
Un grupo de empresarios intentó llevar el TC 2000 a Punta del Este desde el año 2005. Finalmente, en diciembre de 2007 se realizó el Gran Premio 100 Años de Punta del Este en un circuito de 2650 metros armado en la zona de los Dedos de la Playa Brava. Además del TC 2000, también compitieron la Copa Mégane y la Fórmula Renault Argentina, y se exhibieron automóviles del Campeonato Europeo de GT3.

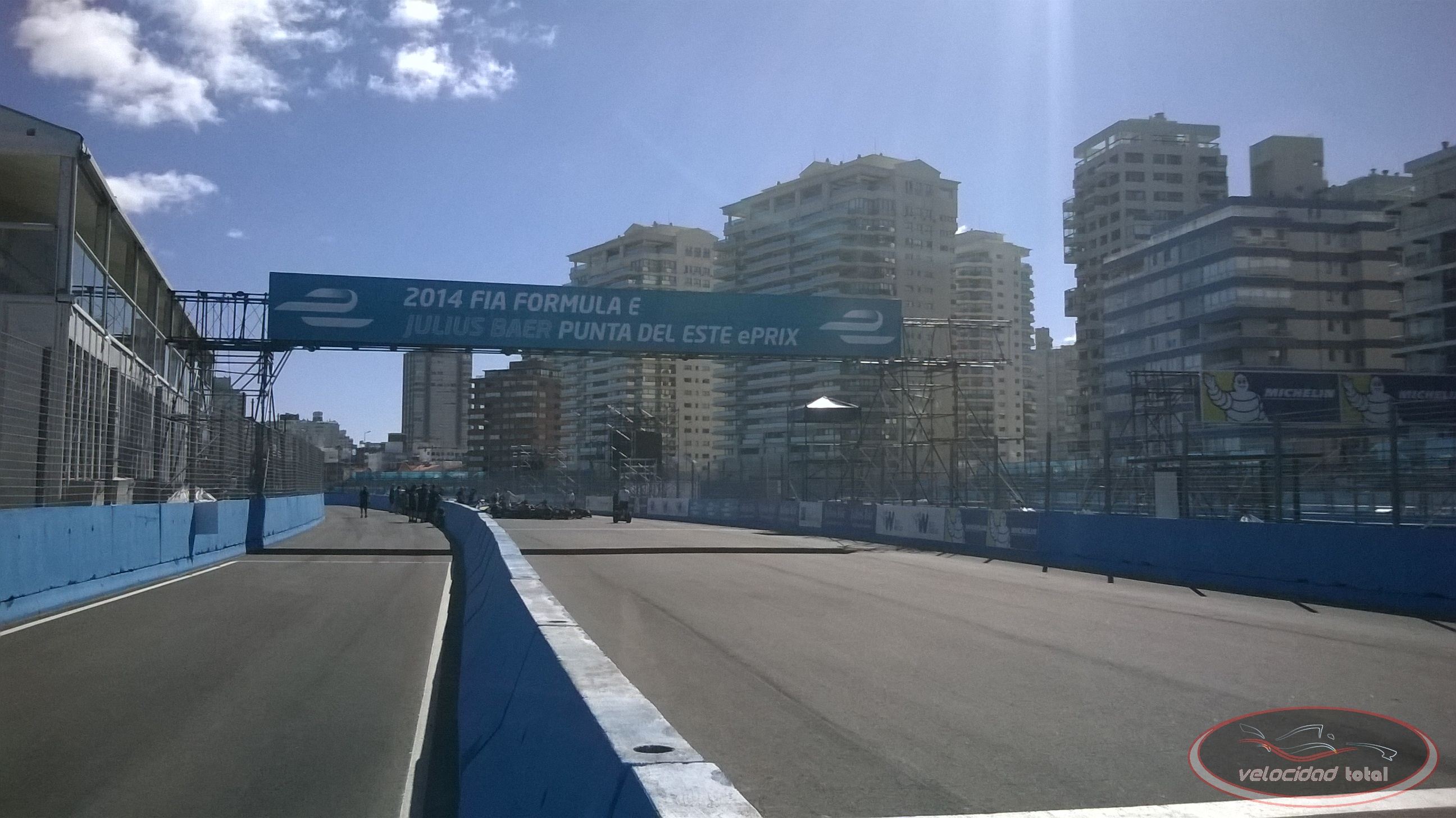
El Punta del Este ePrix de 2014 fue la primera carrera de la historia de la Fórmula E en América.

El Gran Premio de Punta del Este de 2008 se disputó el 7 de diciembre como fecha final del calendario 2008 del TC 2000 y de la Fórmula Renault Argentina. El trazado, ahora de 3.400 metros de recorrido, recibió modificaciones con respecto al de 2007 para hacerlo más veloz. Basso resultó nuevamente vencedor de la carrera de TC 2000 a los mandos de un Ford Focus. Junto con las carreras, se exhibieron un Benetton de la temporada 1998 de Fórmula 1 y un Larrousse LH94 triplaza.
La edición 2009 estaba planeada para el 3 y 4 de octubre. Como el Gran Premio de Santa Fe fue aplazado para esa fecha, se intentó celebrar el Gran Premio de Punta del Este del 6 al 8 de noviembre, con la presencia del TC 2000, la Fórmula Renault Argentina, la Copa Fiat Linea y algunas categorías de los Campeonatos Nacionales de Automovilismo en Pista de la Asociación Uruguaya de Volantes. Sin embargo, el apretado calendario argentino de certámenes de automóviles con techo impidió la celebración de la carrera. Como compensación, la edición 2010 abrió el certamen 2010 el 20 a 21 de marzo. El TC 2000 tuvo como teloneras a la Copa Línea y las tres categorías de turismos de la Asociación Uruguaya de Volantes: el Superturismo, el Turismo Libre y los Superescarabajos. El trazado fue prácticamente idéntico al usado en 2008, con una chicana en la recta opuesta como única variante.
En 2014 se realizó nuevamente el Gran Premio Punta del Este, en noviembre como fecha de la Asociación Uruguaya de Volantes.
En El Jagüel se han disputado varias carreras no puntuables con el nombre de Gran Premio de Punta del Este del Superturismo Sudamericano, ganada por Gonzalo Rodríguez, y varios de los Campeonatos Nacionales de Automovilismo. El mismo circuito albergó una competencia no puntuable del Gran Turismo Americano en enero de 2000.

### Llegada de la Fórmula E
En 2014 Punta del Este recibió a la primera carrera en el continente americano de la Fórmula E, un campeonato FIA de monoplazas eléctricos. La fecha en el circuito callejero de Playa Brava se volvió a disputar en 2015.
Durante la realización del ePrix en el icónico balneario uruguayo, hubo diferencias entre el gobierno local y los organizadores de la Fórmula E, quienes fueron citados a declarar. Por su parte, Alejandro Agag cuestionó la falta de apoyo del estado uruguayo para el desarrollo del evento.

## Competiciones

### Fórmula E
| Año  | Piloto           | Escudería      | Automóvil             | Fecha           | Resultados |
| ---- | ---------------- | -------------- | --------------------- | --------------- | ---------- |
| 2014 | Sébastien Buemi  | e.dams Renault | Spark-Renault SRT 01E | 13 de diciembre | Detalle    |
| 2015 | Sébastien Buemi  | e.dams Renault | Spark-Renault         | 19 de diciembre | Detalle    |
| 2018 | Jean-Éric Vergne | Techeetah      | Spark-Renault         | 17 de marzo     | Detalle    |

### TC 2000
| Año  | Piloto           | Escudería - Automóvil              | Fecha           |
| ---- | ---------------- | ---------------------------------- | --------------- |
| 2007 | Martín Basso     | Equipo YPF Ford - Ford Focus       | 12 de diciembre |
| 2008 | Martín Basso     | Equipo YPF Ford - Ford Focus       | 7 de diciembre  |
| 2010 | José María López | Equipo Petrobras - Honda New Civic | 21 de marzo     |

### Monoplazas sudamericanas

#### Fórmula 2 Argentina
| Año  | Piloto              | Automóvil        |
| ---- | ------------------- | ---------------- |
| 1981 | Guillermo Maldonado | Berta-Volkswagen |
| 1982 | Guillermo Maldonado | Berta-Volkswagen |

#### Fórmula 2 Codasur
| Año  | Piloto              | Automóvil        | Fecha           |
| ---- | ------------------- | ---------------- | --------------- |
| 1983 | Guillermo Maldonado | Berta-Volkswagen | 27 de enero     |
| 1984 | Pedro Passadore     | Berta-Renault    | 4 de marzo      |
| 1985 | Guillermo Maldonado | Berta-Volkswagen | 10 de marzo     |
| 1985 | Guillermo Kissling  | Berta-Renault    | 15 de diciembre |

#### Fórmula 3 Sudamericana
| Año  | Piloto           | Automóvil           |
| ---- | ---------------- | ------------------- |
| 1987 | Leonel Friedrich | Berta-Volkswagen    |
| 1988 | Leonel Friedrich | Reynard-Volkswagen  |
| 1991 | Cézar Pegoraro   | Reynard -Volkswagen |

### Competiciones nacionales

#### Superturismo Uruguayo
| Año  | Piloto        | Automóvil           |
| ---- | ------------- | ------------------- |
| 2010 | Fernando Rama | Peugeot 207 Compact |
| 2014 | Daniel Ferra  | Renault Clio        |

#### Turismo Libre
| Año  | Piloto             | Automóvil             |
| ---- | ------------------ | --------------------- |
| 2010 | Giordano Hernández | Ford Escort           |
| 2014 | Luis De Luca       | Volkswagen Escarabajo |

### Monomarcas
| Año  | Fórmula Renault 1.6   | Copa Mégane             |                   |
| ---- | --------------------- | ----------------------- | ----------------- |
| 2007 | Mariano Werner        | Facundo Della Motta     | -                 |
| 2008 | Matías Muñoz          | -                       | -                 |
| Año  |                       | Fiat Línea Competizione | Superescarabajos  |
| 2010 | -                     | Carlos Miguens          | Santiago Calleros |
| Año  | Mercedes Premium Race | Sonic Racing Cup        | Superescarabajos  |
| 2014 | Nicolás Collazo       | Cyro Fontes             | Diego Miqueiro    |

## Galería

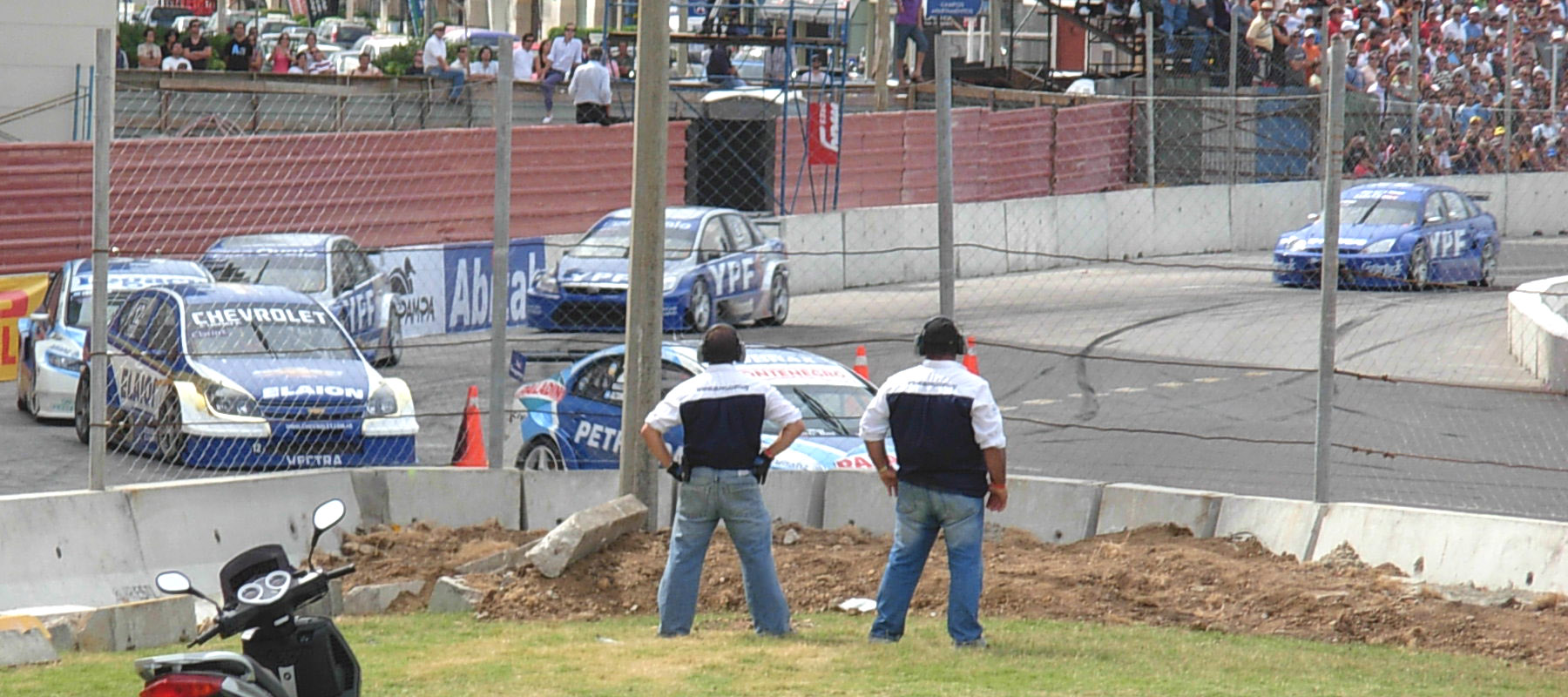
Gran Premio de Punta del Este 2010 - TC2000
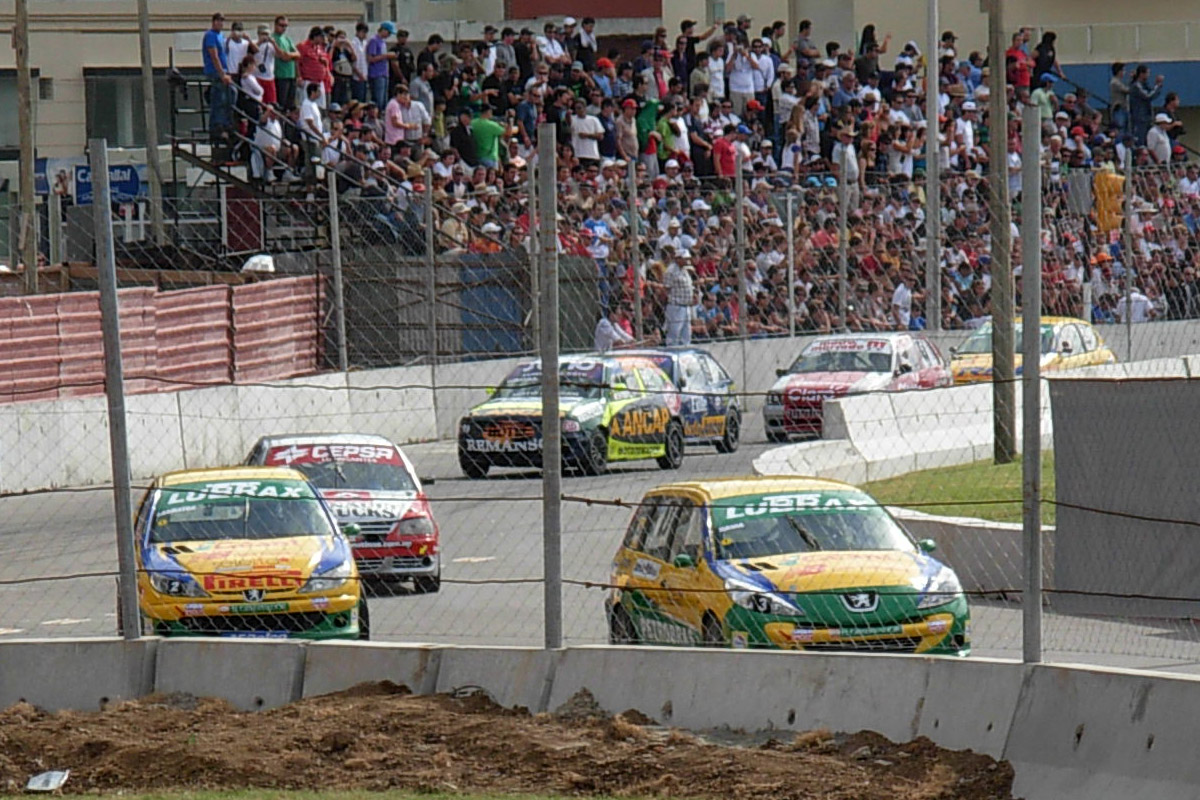
Gran Premio de Punta del Este 2010 - Superturismo
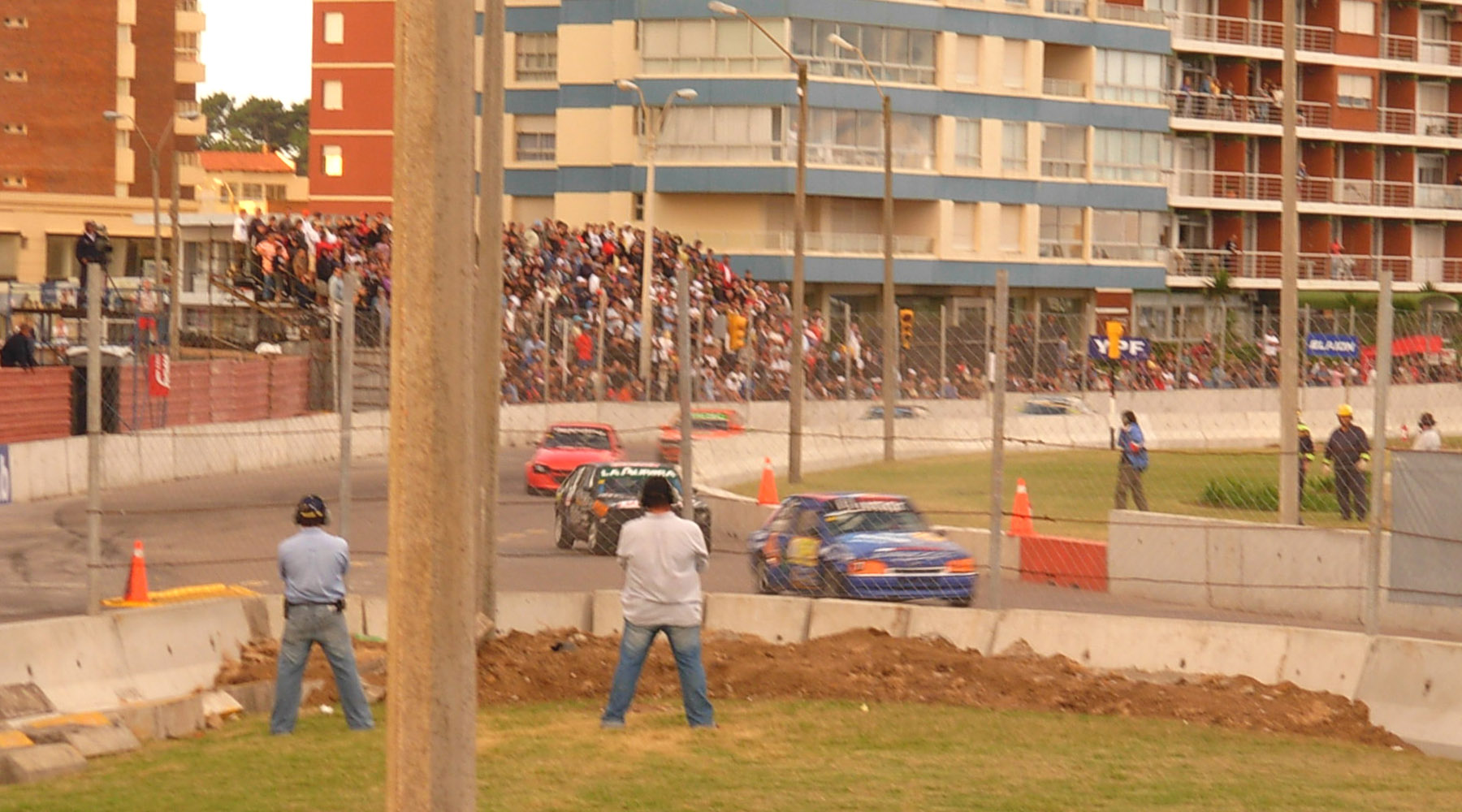
Gran Premio de Punta del Este 2010 - Turismo Libre
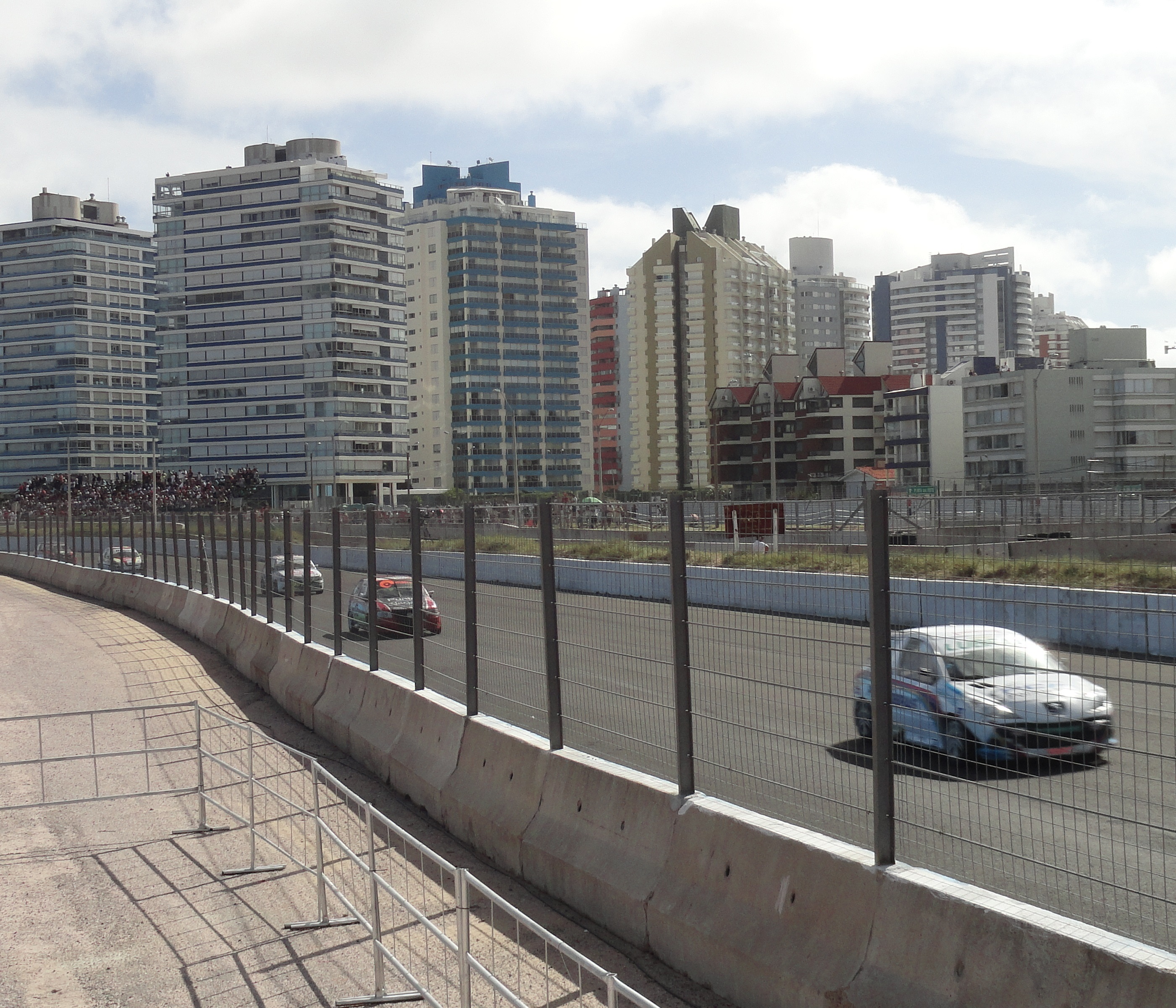
Gran Premio de Punta del Este 2014 - Superturismo
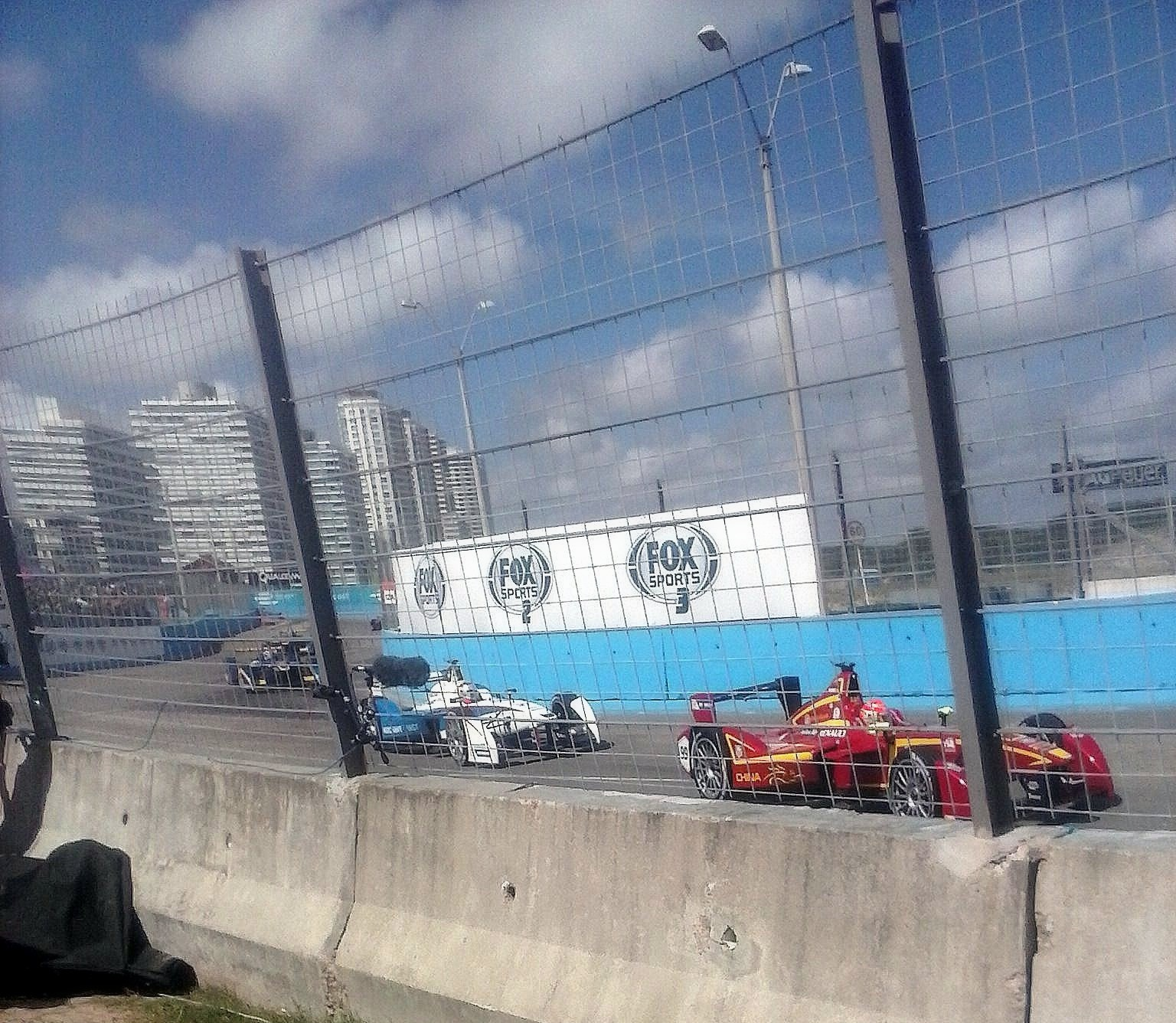
ePrix de Punta del Este 2014